# Ryōta Suzuki
Ryōta Suzuki (japanisch 鈴木 椋大 Suzuki Ryōta; * 10. Februar 1994 in der Präfektur Aichi) ist ein japanischer Fußballspieler.

## Karriere
Suzuki erlernte das Fußballspielen in den Jugendmannschaften von Toyokawa Chubu Soccer Shonendan, Nagoya Grampus sowie den Yokohama F. Marinos. Bei den Marinos unterschrieb er auch am 1. Februar 2012 seinen ersten Profivertragh. Der Verein aus Yokohama spielte in der höchsten Liga des Landes, der J1 League. 2016 wechselte er auf Leihbasis zum Zweitligisten Tokyo Verdy. Für den Verein aus der Präfektur Tokio absolvierte er 24 Ligaspiele. Nach Vertragsende bei den Marinos wechselte er im Februar 2017 zum Erstligisten Gamba Osaka. In der ersten Mannschaft kam Suzuki nicht zum Einsatz. Mit der U23-Mannschaft von Gamba spielte er elfmal in der dritten Liga. Die Saison 2019 wurde er von Gamba an den Zweitligisten JEF United Chiba ausgeliehen. Nachdem er für JEF United 16-mal auf dem Spielfeld stand, wurde er nach der Ausleihe im Februar 2020 fest unter Vertrag genommen.

## Erfolge
Yokohama F. Marinos
- Japanischer Vizemeister: 2013
- Japanischer Pokalsieger: 2013